# Tamaricella callichroa
Tamaricella callichroa är en insektsart som beskrevs av Mitjaev 1975. Tamaricella callichroa ingår i släktet Tamaricella och familjen dvärgstritar.
Artens utbredningsområde är Kazakstan. Inga underarter finns listade i Catalogue of Life.